# 憨豆先生的歸來
《憨豆先生的歸來》（英語：The Return of Mr. Bean）是《憨豆先生》电视剧中的第二集，制片公司Tiger Aspect Productions、泰晤士电视（为ITV中部制作）。1990年11月5日首播于ITV。
本集為罗宾·德里斯科尔第一次參與憨豆先生的劇集製作及演出。而主題曲以拉丁語為主的首次使用，由霍華德·古道爾作曲，由薩瑟克座堂合唱團演唱，此後以此作為主題曲。該集首次有片頭卡和片尾卡，且以黑白呈現。

## 內容

### 第一幕
憨豆前往奧爾德斯商場前，遇上一位次中音薩克斯風街頭賣藝者（戴夫·奥希金斯），但不舍得把仅有的钞票给他，遂拿手帕摊在地上，配合萨克斯音乐跳舞卖艺，得钱后给了卖艺者。
之後他見到自己嶄新的美國運通簽帳卡而進去商場。起初他受不了香水味，只好爬去別邊避開，之後他開始購物，試用牙刷、毛巾並購買，也拿土豆出來試刀片，又拿自身隨身攜帶的魚試用平底鍋，在購買電話時，因為售賣品沒有鏈接電線，於是他看到接待員專用的電話能撥電，將之拔出而去。
去到櫃檯結賬時，由於有一個男客戶（保羅·麥道爾飾演）的手提包壓著他自己的簽帳卡，於是他錯手拿走憨豆的簽帳卡。憨豆為了拿回簽帳卡，於是從他褲袋偷了他的錢包拿回簽帳卡，之後憨豆也將錢包悄悄地塞回他的褲袋，不料男士結帳完畢而走，憨豆的手卡在該男士的褲袋，隨著該男士一起進入廁所房，男士脫下褲子上完廁所後欲尋找廁紙，憨豆直接交給他，雖然該男士一時感激憨豆，然而他才意識到廁內有人，於是驚起直接遮羞，憨豆也緊張地對他微笑。

### 第二幕
憨豆去到一家高級餐廳慶祝他生日，他寫上生日賀卡，並送給自己作為祝賀。之後他想要吃煎熟的牛扒，所以點了自身從未吃過的鞑靼牛肉。在嘗試了餐廳自製紅酒後敲打生日快樂歌。
不久鞑靼牛肉送到憨豆面前，憨豆給了錢服務員（羅傑·勞埃德-帕克飾演）開了蓋後，憨豆才發現到牛肉是生的，他吃了牛肉後感覺難吃。為了避免給餐廳員工知道他不吃生肉而對他失望，於是他將牛肉分割，並放入菸灰缸、迷你花瓶、麵包餡內，也將牛肉壓碎放入盤底，又把糖倒出將牛肉放進糖罐。
之後有小提琴手（史提夫·麥尼克勞斯飾演）為他演奏生日歌，也為他繼續演奏第二首歌，並在他吃下牛肉後才拉完小提琴。小提琴手在為他人演奏時，憨豆直接吐出牛肉在小提琴手的褲內，也將牛肉倒入隔壁桌女人的手提袋內。正好憨豆的左腳放在外面絆倒送菜的服務員，經理（約翰·瓊金飾演）也來到現場，憨豆也將自身的作為推卸至該服務員，經理不以為詐，安排他去新的位子坐，並送了比較大份的鞑靼牛肉，這時經理、服務員和小提琴手看著憨豆，憨豆只得在壓力下享用牛肉。

### 第三幕
憨豆出席萊斯特廣場奧迪安電影院皇家首映禮接待王室（影射伊麗莎白王太后，蒂娜·馬斯克爾飾演），貴賓都在門廳等待，憨豆雖然遲了些，但他還是很期待接見皇室，並在場練習接待禮。
他看見電影院經理（罗宾·德里斯科尔飾演）試口氣，結果憨豆也跟著模仿，意識到自身的口臭，並使用口腔噴劑來清除口臭。之後自身也意識到牙縫有污垢，他借用引座員（瑪蒂爾達·齊格勒飾演）的裙線剔牙，反而弄傷自身的牙齒。之後發現到全部男貴賓晚裝左胸都有白手帕，自身卻沒有，原本他想偷經理的手帕卻不成功，於是他將明信片撕開，並折成手帕的形態，不久也使用褲门襟清理指甲。
正好王室親臨影院訪問貴賓，憨豆才發現到自身褲拉鍊沒有拉上去，一時情急又拉不到，沒想到又將食指放在褲门襟外，在引座員的提示下他才得放開，在王室來到之前也順利將拉鍊拉上。不料憨豆向王室鞠躬時額頭撞倒王室，職員和保安到場扶起王室，憨豆見狀後直接離開現場。

## 演員
- 羅溫·艾金森 飾演 憨豆先生和第三幕解說員
- 戴夫·奥希金斯 飾演 街頭賣藝者
- 保羅·麥道爾 飾演 商場男顧客
- 威廉·范戴克 飾演 商場櫃檯結帳員
- 約翰·瓊金 飾演 高級餐廳經理
- 羅傑·勞埃德-帕克 飾演 高級餐廳服務員
- 史提夫·麥尼克勞斯 飾演 高級餐廳小提琴手
- 瑪蒂爾達·齊格勒 飾演 引座員
- 罗宾·德里斯科尔 飾演 商場男子和電影院經理
- 蒂娜·馬斯克爾 飾演 王室

## 外部鏈結
互联网电影数据库上憨豆先生的歸來的资料（英文）